# 페스니차

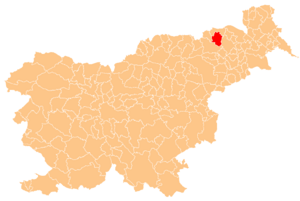
페스니차의 위치

페스니차(슬로베니아어: Pesnica, 독일어: Pößnitzhofen 푀스니츠호펜[*])는 슬로베니아의 도시로 면적은 75.8km2, 인구는 7,244명(2002년 기준), 인구 밀도는 95.6명/km2이다.